# Ребордоза
Ребордоза (порт. Rebordosa) — район (фрегезия) в Португалии, входит в округ Порту. Является составной частью муниципалитета Паредеш. По старому административному делению входил в провинцию Дору-Литорал. Входит в экономико-статистический субрегион Тамега, который входит в Северный регион. Население составляет 10 813 человека на 2001 год. Занимает площадь 11,17 км².
Покровителем района считается Архангел Михаил (порт. São Miguel Arcanjo).